# TV Câmara Fortaleza
TV Câmara Fortaleza é uma emissora de televisão brasileira sediada em Fortaleza, capital do estado do Ceará. Opera no canal 7.2 (30 UHF digital), 31.2 (31 UHF digital) e 6 da Alares Telecom, e integra o Sistema Fortaleza de Comunicação, órgão de comunicação da Câmara Municipal de Fortaleza. Foi inaugurada em 17 de fevereiro de 2003, inicialmente nomeada TV Legislativa, durante a presidência do vereador Carlos Mesquita.

## História
O primeiro projeto para transmissão pública das sessões plenárias da Câmara Municipal de Fortaleza foi lançado em 1997, com a entrada da mesma no cenário virtual. Neste ano, foi lançada a TV Plenária (também chamada "TV Câmara") e contava com transmissão experimental em 68 kpbs.
A criação de uma TV para a Câmara Municipal de Fortaleza teve projeto de autoria do vereador Machadinho Neto e foi aprovado pelo plenário em 1999. No entanto, o projeto não teve muita importância e seguiu engavetado até dezembro de 2002. Na presidência do vereador Carlos Mesquita, foi dado continuidade ao mesmo e a TV Legislativa foi inaugurada, em sessão solene, em 17 de fevereiro de 2003, com a exibição do Jornal Câmara em Ação,com reportagens mostrando os impactos das Leis aprovadas pelos vereadores de Fortaleza na vida das pessoas. Era apresentado pelos jornalistas Paulo Sérgio Cordeiro e Mirela kárita,que foram os dois primeiros apresentadores de telejornais da Emissora. Inicialmente cobria as sessões da Câmara e abordava pautas do plenário em estruturas simples, posteriormente, passando a abrigar programas informativos, comunitários, atrações culturais e espaços musicais, sendo renomeada TV Fortaleza.
Desde sua inauguração buscando um canal aberto para operação, o presidente da Câmara, Acrísio Sena, anuncia no dia 6 de junho de 2012 que irá assinar convênio para a TV Fortaleza integrar a Rede Legislativa de TV Digital e que a mesma passaria a operar em sinal aberto. Em termo aditivo, foi realizada uma licitação para adquirir um transmissor e que o sinal iria ser transmitido através da antena da TV Assembleia. Em 2 de julho de 2012 é realizada a assinatura do convênio, com previsão inicial para operações da TV em sinal aberto em agosto. No mesmo dia, os demais canais legislativos eram lançados no 61 UHF digital.
Na época, a previsão estimada era da TV Fortaleza passar a ser vista por mais de três milhões de pessoas nas 14 cidades da Região Metropolitana de Fortaleza, ante os 200 mil assinantes da NET (posteriormente Multiplay Telecom). A transmissão em caráter experimental no sinal aberto iniciou em 21 de junho e foi inaugurada oficialmente em 14 de agosto, no canal 61.4 virtual. O Coordenador Geral de Comunicação da Casa, Edvaldo Filho, tinha a expectativa de que outras Câmaras Municipais da região pudessem ser transmitidas no mesmo canal.
Em 18 de junho de 2015, na gestão do presidente Salmito Filho, o mesmo anuncia que a TV e a rádio legislativa iriam ter suas próprias concessões abertas, sem custo para a Câmara. A parceria com a Secretaria de Comunicação da Câmara Federal foi assinada em 7 de julho de 2015, com previsão de operação em um prazo de seis meses. Em 22 de junho de 2016, foram entregues as novas instalações da TV Fortaleza. Com isso, a TV passou por diversas mudanças, como a transmissão 24 horas por dia, novos estúdios e identidade visual. Também foi firmada uma parceria com a NBR para compartilhamento de conteúdo. Em 2019, em comemoração aos 16 anos de existência da TV Fortaleza, a Câmara Municipal realizou a primeira sessão solene dedicada a comemoração de seu aniversário em 19 de fevereiro.
Em 2022, a emissora muda de estúdio e de nome novamente, para TV Câmara Fortaleza. 

## Programas
- A Hora do Povo[23]
- A Nova Safra da Música Cearense
- Acontece TV
- Brasil Eleitor (independente)
- Câmara Cultural
- Câmara em Ação[23]
- Cine Câmara
- De Fato e de Direito[24]
- Entre Amigos
- Esporte e Cidadania[1]
- Giro Político[23]
- Jogo Político[25]
- Jornal da Câmara (1.ª e 2.ª Edição)[1]
- Judiciário em Evidência (independente)
- OAB na TV[1] (independente)
- Parlamento em Evidência[23]
- Parlamento em Foco[23]
- Perfil Parlamentar
- Plenário da Cidade[1]
- Plenário em Questão[23]
- Sessão Plenária
- TVF Musical
- UFCTV[26] (independente)